# Бережная, Татьяна Васильевна
Татьяна Васильевна Бережная (укр. Тетяна Василівна Бережна, урождённая Мацюк; род. 9 января 1989, Рогатин, Ивано-Франковская область) — украинский государственный деятель. Временно исполняющая обязанности министра культуры и стратегических коммуникаций Украины с 28 июля 2025 года.

## Биография
Родилась 9 января 1989 года в городе Рогатин Ивано-Франковской области Украинской ССР.
Окончила юридический факультет Национального университета «Киево-Могилянская академия», получила степень бакалавра. Там же окончила магистратуру. Проходила стажировку в Парламенте Канады в рамках Канадско-украинской парламентской программы (CUPP).
С 2011 года работала в крупнейшей юридической фирме страны — «Василь Кисиль и Партнёры».
17 июня 2022 года назначена заместителем министра экономики в правительстве под руководством премьер-министра Дениса Шмыгаля.
17 июля 2025 года Верховная рада Украины поддержала новое правительство под руководством премьер-министра Юлии Свириденко. Татьяна Бережная продолжила работать на должности заместителя министра экономики, окружающей среды и сельского хозяйства. Министр культуры и стратегических коммуникаций Украины не был назначен. 28 июля временно исполняющей обязанности министра назначена Татьяна Бережная.